# Livio Bazzoli
Livio Bazzoli (Merano, 14 febbraio 1956) è un ex arbitro di calcio italiano.

## Biografia
Esordì in Serie A nel 1991 su proposta dell'allora designatore Paolo Casarin. Nel 1996 venne nominato arbitro internazionale, unitamente a Stefano Braschi e a Robert Anthony Boggi. Nel 1997 arbitrò a Torino la finale della Supercoppa di Lega tra Juventus e Vicenza, e, l'anno successivo, fu impegnato nella finale di andata della Coppa Italia tra Milan e Lazio. Sempre nel 1998, rivestì le funzioni di quarto ufficiale nella finale di Coppa delle Coppe tra Chelsea e Stoccarda, arbitrata da Braschi a Stoccolma.
A causa di alcuni gravi infortuni subiti al ginocchio, nel 2000 fu costretto, con un anno di anticipo, a interrompere l'attività, totalizzando in tutto 125 presenze in Serie A, tra cui alcune classiche del campionato italiano quali il derby d'Italia, il derby di Milano, Juventus-Roma, Milan-Roma, il derby della Lanterna e il derby della Mole, tutte quante una volta sola.
Dal 1998 al 2000 ha ricoperto il ruolo di rappresentante degli arbitri italiani in attività.
È stato fino al 2006 l'unico arbitro del Trentino-Alto Adige ad avere diretto partite della massima serie, prima della promozione del collega di Trento, Denis Salati. È osservatore della CAN e della FIFA, dove presta servizio anche nelle partite di UEFA Champions League.
Per la stagione 2011-2012 è inquadrato come vicecommissario della CAN A, carica confermata anche nelle quattro stagioni successive, fino al termine della stagione 2014-15. Non essendone più vicecommissario, per la stagione 2015-16 è inquadrato come semplice osservatore arbitrale in CAN A. Inoltre, per il biennio 2015-17, viene nuovamente inserito nell'organico degli osservatori arbitrali UEFA, dopo averne già fatto parte in passato.